# Præsidentvalget i USA 1976
Præsidentvalget i USA 1976 var det 48. præsidentvalg i USA's historie.
Valget blev holdt den 2. november 1976. Den demokratiske kandidat Jimmy Carter vandt over den siddende præsident Gerald Ford.
Præsident Richard Nixon havde vundet det forrige valg med Spiro Agnew som hans vicepræsident, men Agnew trak sig i 1973 og efterfølgende blev Gerald Ford valgt som den nye vicepræsident.
Da Nixon - som den eneste præsident i amerikansk historie - trak sig fra embedet i 1974 i lyset af Watergate-skandalen, overtog Ford præsidentembedet. Det gjorde ham til den første og eneste vicepræsident nogensinde der ikke blev valgt af valgmandskollegiet.
 Der er for få eller ingen kildehenvisninger i denne artikel, hvilket er et problem. Du kan hjælpe ved at angive troværdige kilder til de påstande, som fremføres i artiklen.